# Уэст, Мэй
Мэри Джейн Уэст (англ. Mary Jane West; 17 августа 1893 — 22 ноября 1980) — американская актриса, певица, драматург, сценарист и секс-символ, известная под псевдонимом Мэй Уэст (англ. Mae West), одна из самых скандальных звёзд своего времени.

## Биография

### Юные годы
Мэри Джейн Уэст родилась в Бруклине 17 августа 1893 года в семье Джона Патрика Уэста и его жены Матильды Делгер. Её отец первоначально был боксёром, а затем работал в полиции детективом, а её мать в молодости была моделью. Среднее образование Уэст получила в Бруклине в школе Эрасмус-Холл. Будущая актриса воспитывалась в протестантской семье, несмотря на то, что её мать была еврейкой, иммигрировавшей в США из Баварии, а предки отца были ирландскими католиками.

### Театральная карьера

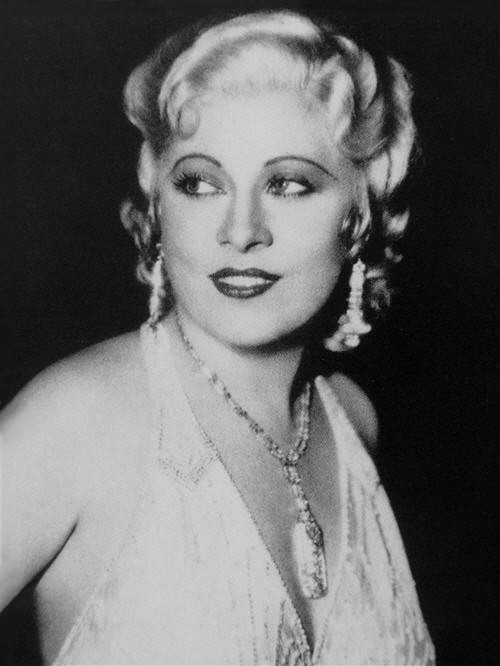
Фото для L.A. Times, 1927 год

Впервые выступать перед публикой Уэст начала в пятилетнем возрасте в любительских постановках, а в 12 лет профессионально занялась карьерой в водевилях. Впервые на Бродвее она появилась в 1911 году в ревью «A La Broadway», которое через восемь показов было закрыто. В дальнейшем она продолжила появляться в других выступлениях, а в 1918 году её фотография была опубликована в музыкальном издании «Ev’rybody Shimmies Now». Далее последовали новые музыкальные номера, где Уэст исполняла довольно раскованные по тем временам танцы, а вскоре стала сама писать сценарии для своих постановок.
Её первая главная роль на Бродвее была в написанной ею пьесе «Секс». Несмотря на жуткую критику, билеты на показ раскупались быстро. Противники пьесы всё же добились того, что показ был прекращён, а Уэст вместе с труппой была арестована. Её обвинили в моральной непристойности и 19 апреля 1927 года приговорили к десяти дням тюремного заключения, но через 8 дней выпустили за хорошее поведение. Арест пошёл Уэст только на пользу, так как её популярность быстро возросла.
Её следующая пьеса «Помеха» стала не менее скандальной, так как освещала гомосексуальную тему и рассказывала о деятельности Карла Генриха Ульрихса. Пьеса стала большим хитом на сцене, но ставилась лишь в Нью-Джерси, так как была запрещена на Бродвее. Уэст стала одной из первых, кто не боялся открыто говорить о сексе, а также была одной из зачинательниц движения за права сексуальных меньшинств.
Следующими её пьесами стали «Плохой возраст», «Человек удовольствия» и «Вечный грешник», которые были построены на дискуссиях и рассматривали многие острые проблемы общества. Её пьеса «Бриллиант Лил», написанная в 1928 году и повествующая об упитанной и энергичной даме конца XIX века в обстановке популярного нью-йоркского бара, был поставлен на Бродвее и вскоре стал большим хитом, принеся Уэст ещё большую популярность.

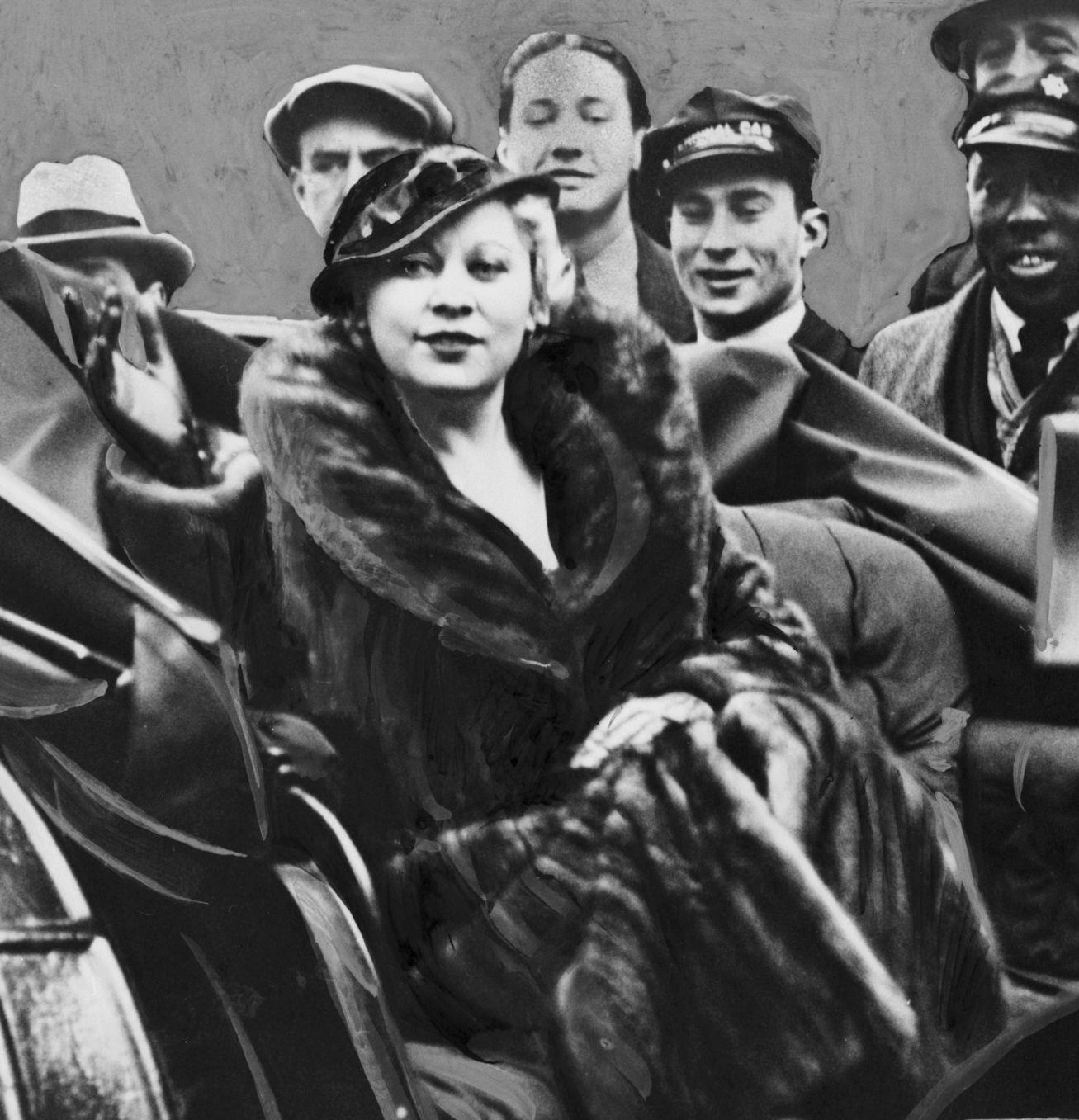
Мэй Уэст в 1933 году

### Кинокарьера
В 1932 году компания «Paramount Pictures» предложила Мэй контракт на съёмки в кино. Она согласилась и вскоре переехала в Голливуд, где снялась в своём первом фильме «Ночь за ночью». Следующий фильм с её участием, «Она была неправа» (1933), был снят на основе её пьесы «Бриллиант Лил», и Мэй в нём сыграла роль леди Лоу. Фильм также примечателен тем, что в нём одну из первых своих главных ролей сыграл Кэри Грант и тем, что был номинирован на «Оскар», как Лучший фильм года. В своём следующем фильме «Я — не ангел», который также был номинирован на «Оскар», Уэст снова снялась вместе с Кэри Грантом. Картина имела большие сборы и вместе с другим фильмом Уэст, «Она обошлась с ним нечестно», спасла компанию «Paramount Pictures» от банкротства в период Великой депрессии. Эти два фильма стали первыми, снятыми по сценариям Мэй.
Вскоре Уэст стала одной из самых высокооплачиваемых персон США, заняв второе место после газетного магната Уильяма Рэндольфа Хирста. Несмотря на такой успех, откровенная сексуальность фильмов с участием Мэй Уэст породила возмущения моралистов. В июле 1934 года пьесы и сценарии Мэй попали под Кодекс Хейса, были подвержены тщательной проверке цензоров и сильно отредактированы. Следующий её сценарий к фильму, который назывался «Это не грех», также не избежал проверки и после этого получил название «Красавица девяностых». В 1935 году на экраны вышел фильм «Поездка в город», снятый также по её сценарию, который стал ещё одним крупным успехом в её карьере. Далее последовал не менее успешный «Клондайк Энни» (1936), названный критиками киношедевром Мэй Уэст, а также «На запад, молодой человек» (1936) и «Каждый день праздник» (1937)
В 1940 году Мэй снялась в фильме «Universal Studios» «Моя маленькая гаечка», собравшем огромные сборы. После этого студия предложила ей ещё две роли в фильмах, но Уэст отказалась, а после фильма «Идёт нагрев», вышедшего на экраны в 1943 году, и вовсе покинула кино почти на 30 лет.
Помимо кино и театра Мэй Уэст в 1930 и 1940-х годы периодически появлялась на радио, где её выступления были не менее откровенными и эпатажными.

### Афоризмы
«Вы говорите, десять мужчин ждут у моей двери? Одного отправьте домой, я сегодня утомлена».
Мэй Уэст также известна своими афоризмами, наиболее известным из которых стал: «Это пистолет в вашем кармане или вы просто рады меня видеть?», которую она произнесла в адрес полицейского, который встречал её в феврале 1936 года на железнодорожном вокзале Лос-Анджелеса после прибытия из Чикаго. Эту фразу она также произнесла в двух своих фильмах — «Она была неправа» (1933) и «Секстет» (1978).
Ей также принадлежат фразы: «Моя левая нога — Рождество, моя правая нога — Пасха, почему бы вам не зайти ко мне между этими праздниками?» и — «Когда я хорошая, я очень хорошая. Когда я плохая, я ещё лучше».
Во время Второй мировой войны военные лётчики называли надувной спасательный жилет «Мэй Уэст» (в честь киноактрисы, известной своим пышным бюстом). Также её именем была прозвана неисправность в раскрытии парашюта, с частичным перехлестыванием (и делением купола на две части, напоминающие чашки бюстгальтера). Двухбашенный лёгкий танк M2A2 также имел прозвище в честь звезды.

### Личная жизнь
11 апреля 1911 года, в возрасте 17 лет, Мэй вышла замуж за артиста водевиля Фрэнка Уоллеса. Но брак оказался поспешным и супруги вскоре разъехались. После этого они не виделись до 1935 года, когда Фрэнк объявился в Голливуде со свидетельством об их браке и потребовал от Мэй часть «их совместного имущества». Сначала Уэст не признавала брак, но в итоге была вынуждена признать это замужество из-за неоспоримого наличия свидетельства. Их официально развели после долгих разбирательств в 1942 году.
У Мэй был ещё один малоизвестный брак с итальянским исполнителем на фортепиано и аккордеоне Гвидо Дейро, который был оформлен в 1913 году. Мэй никогда не признавала и этот брак, который распался в 1916 году.

### Последующие годы

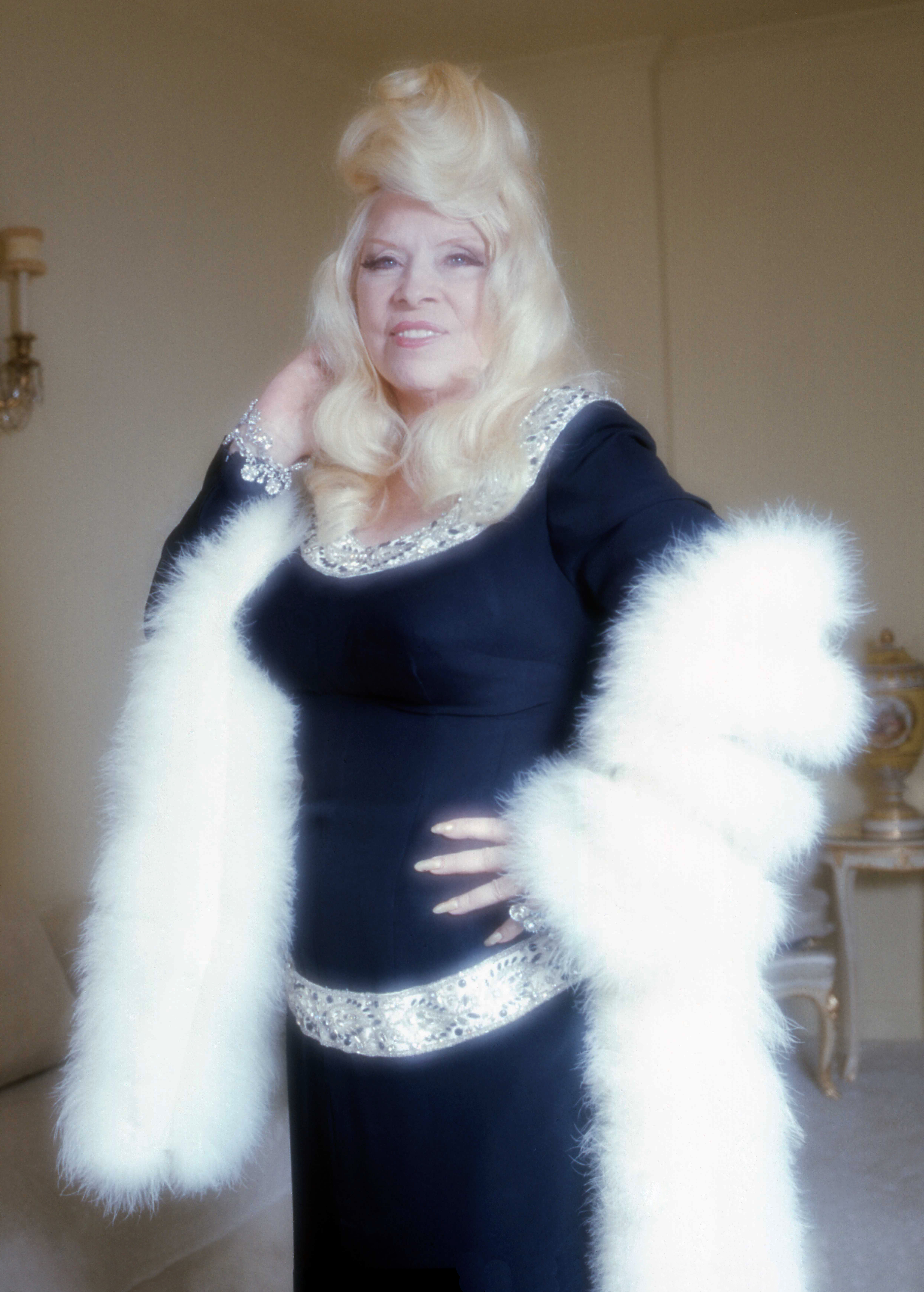
Мэй Уэст в 1973 году

После окончания кинокарьеры в 1943 году Мэй продолжила активно выступать на театральной сцене. Наиболее популярной в последующие годы стала её главная роль в бродвейской постановке «Екатерина была великой» в 1944 году, с которой год спустя она много гастролировала по стране. У неё также было собственное шоу в Лас-Вегасе, в котором она исполняла песни в окружении красивых молодых мускулистых парней.
В 1958 году Мэй присутствовала на церемонии вручения премии «Оскар», где вместе с Роком Хадсоном исполнила песню «Baby, It’s Cold Outside». В следующем году она выпустила автобиографию под названием «Хорошее качество не имеет ничего общего с этим», которая вмиг стала бестселлером.
Мэй Уэст также иногда появлялась в качестве гостя в некоторых телевизионных шоу, например, в «Шоу Рэда Скелтона» в 1960-х годах. Для того, чтобы быть популярной и среди молодой аудитории, она в конце 1960-х годов записала два музыкальных альбома в стиле рок-н-ролл — «Way Out West» и «Wild Christmas».
Уэст появилась в кино снова лишь в 1970 году в роли Летисии Ван Аллен в фильме «Мира Брекириндж», который был плохо оценён критиками и провалился в прокате. Последним фильмом с участием Мэй, который также потерпел неудачу, стал «Секстет», вышедший на экраны в 1978 году.
В августе 1980 года Мэй упала, вставая со своей постели. После падения она потеряла речь и была отправлена в одну из больниц Лос-Анджелеса, где у неё диагностировали инсульт. В сентябре того же года у неё случился второй инсульт, после которого её правая часть тела оказалась парализованной, а вдобавок к этому у неё обнаружили пневмонию. К ноябрю её состояние немного улучшилось, и она была отправлена домой. Там она и умерла 22 ноября 1980 года в возрасте 87 лет. Мэй Уэст похоронили на семейном кладбище Сайпресс Хиллз в Бруклине, Нью-Йорк.
За свой вклад в развитие киноиндустрии США она удостоена звезды на Голливудской аллее славы на Вайн-стрит 1560.

## Фильмография
| Год  |   | Русское название            | Оригинальное название | Роль                                              |
| ---- | - | --------------------------- | --------------------- | ------------------------------------------------- |
| 1932 | ф | Ночь за ночью               | Night After Night     | Моди Триплетт                                     |
| 1933 | ф | Она обошлась с ним нечестно | She Done Him Wrong    | леди Лу                                           |
| 1933 | ф | Я — не ангел                | I’m No Angel          | Тайра                                             |
| 1934 | ф | Первая красавица XIX века   | Belle of the Nineties | Руби Картер                                       |
| 1935 | ф | Поездка в город             | Goin’ to Town         | Клео Борден                                       |
| 1936 | ф | Энни с Клондайка            | Klondike Annie        | Куколка Фриско / Роуз Карлтон / сестра Энни Алден |
| 1936 | ф | Мэй Уэст навсегда           | Go West Young Man     | Мейвис Арден                                      |
| 1937 | ф | Каждый день праздник        | Every Day’s a Holiday | Пичес О’Дэй                                       |
| 1940 | ф | Моя цыпочка                 | My Little Chickadee   | Флауэр Белль Ли                                   |
| 1943 | ф | Жар плоти не остановить     | The Heat’s On         | Фэй Лоуренс                                       |
| 1964 | с | Мистер Эд                   | Mister Ed             | в роли самой себя                                 |
| 1970 | ф | Майра Брекинридж            | Myra Breckinridge     | Летиша Ван Аллен                                  |
| 1978 | ф | Секстет                     | Sextette              | Марло Мэннерс / леди Баррингтон                   |